# Batalla de Guararapes (1649)
|  | Aquest article tracta sobre la segona batalla de Guararapes. Si cerqueu informació sobre la primera batalla, vegeu «Batalla de Guararapes (1648)». |

La batalla de Guararapes de 1649 va ser un enfrontament militar lliurat el 19 de febrer de 1649 entre l'exèrcit neerlandès i les tropes de l'Imperi portuguès al Morro dos Guararapes al sud de Recife, a l'aleshores colònia de Nova Holanda. Deu mesos abans (abril de 1648), ambdós contrincants van creuar un combat en el mateix emplaçament, amb victòria portuguesa en totes dues ocasions.
Va suposar un punt d'inflexió en el conflicte armat entre ambdues potències, portant les tropes portugueses a recuperar els territoris d'ultramar (colonials) que havien estat ocupats per les Set Províncies Unides durant el l'etapa felipista, com el nord-est del Brasil, la costa d'Angola o Timor.

## Antecedents
Els portuguesos portaven gairebé quaranta anys en guerra amb els holandesos perquè Espanya i la República Holandesa lluitaven a la Guerra dels Vuitanta Anys, i Portugal estava governat per monarques espanyols. La guerra es lliurà gairebé íntegrament a l'estranger, amb els substituts mercantils holandesos, la Companyia Neerlandesa de les Índies Occidentals i la Companyia Neerlandesa de les Índies Orientals, atacant repetidament les possessions colonials de Portugal a Amèrica del Sud, a Àfrica, a l'Índia i a l'Extrem Orient. Portugal va estar en una postura defensiva a tot arreu i va rebre molt poca ajuda militar d'Espanya.
A principis de 1640, una flota portuguesa-espanyola no va poder desembarcar a Pernambuco, sent destruïda prop de l'illa d'Itamaracá, reprenent-se la guerra pel Brasil. Mentrestant, els holandesos van conquerir l'Illa de São Tomé i Luanda, a Angola, importants ports exportadors d'esclaus cap el Nou Món. Al nord-est del Brasil, els ingenis sucrers tenien dificultats en un any de plagues i sequera, pressionats per la Companyia de les Índies Occidentals, que va començar a cobrar la liquidació de deutes i a confiscar els molins als agricultors morosos. Aquesta conjuntura va provocar l'esclat de la insurrecció de Pernambuco.
Després de l'aclamació de Joan IV de Portugal el desembre de 1640, durant la Guerra de Restauració portuguesa, les aliances firmades per Portugal amb França i Suècia, el juny i agost de 1641, emmarcades en la Guerra dels Trenta Anys, es realitzaren per poder fer front als interessos castellans a Portugal així com als holandesos a les colònies portugueses. El Tractat de La Haia de 1641 va ser una treva de deu anys signada entre les Províncies Unides i Portugal, que a la pràctica es va limitar al continent europeu, doncs les hostilitats seguirien a les colònies neerlandeses i portugueses fins al final de la guerra.
Davant l'aixecament dels agricultors portuguesos i després d'haver conclòs un tractat de pau amb els espanyols, els holandesos van enviar un cos expedicionari al Brasil, format per 41 vaixells amb 6.000 homes, que va arribar tard a Recife i es va enfrontar a nombrosos problemes. L'abril de 1648, els portuguesos van derrotar el cos expedicionari a la Primera Batalla de Guararapes, lluitada als afores de Recife.

## La batalla

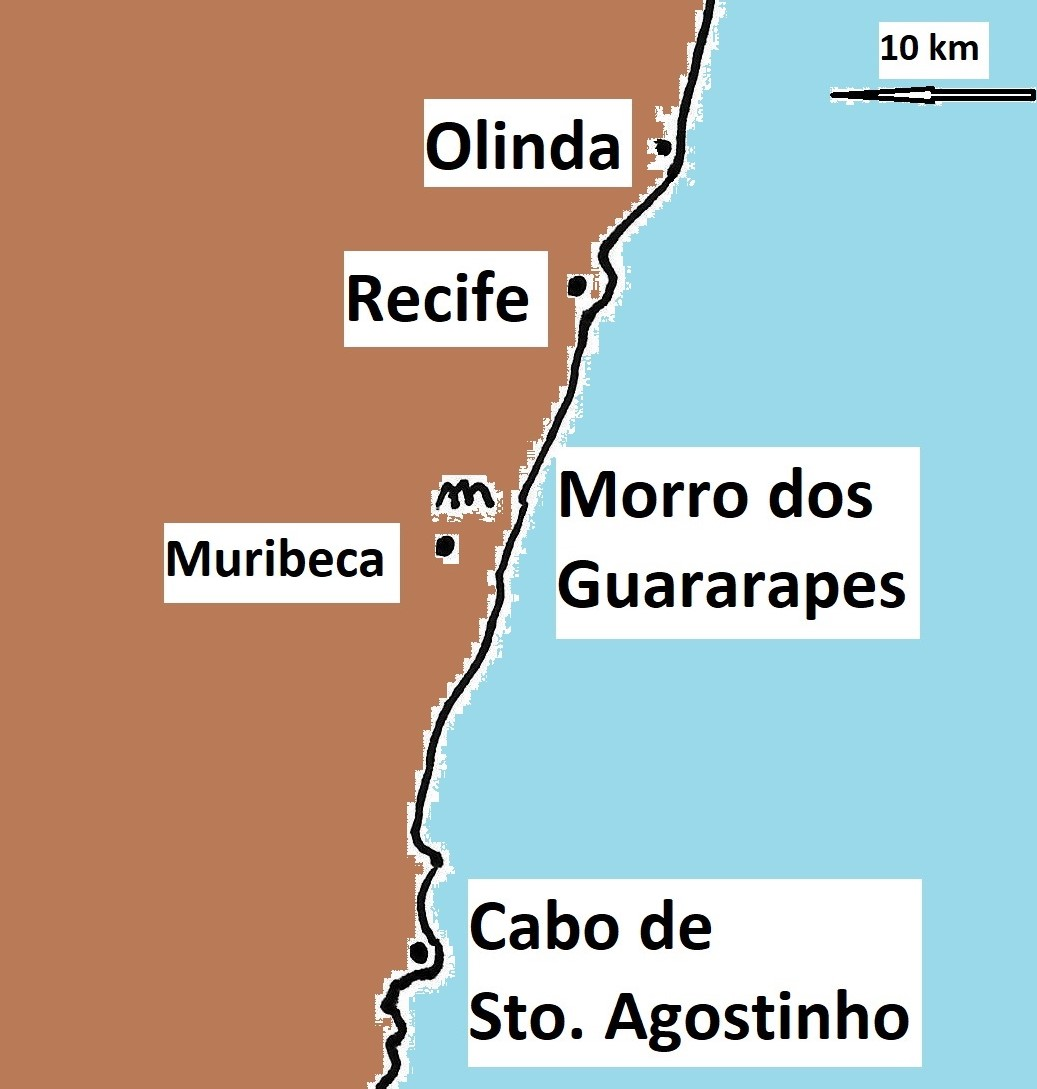
Mapa de la regió propera a Recife

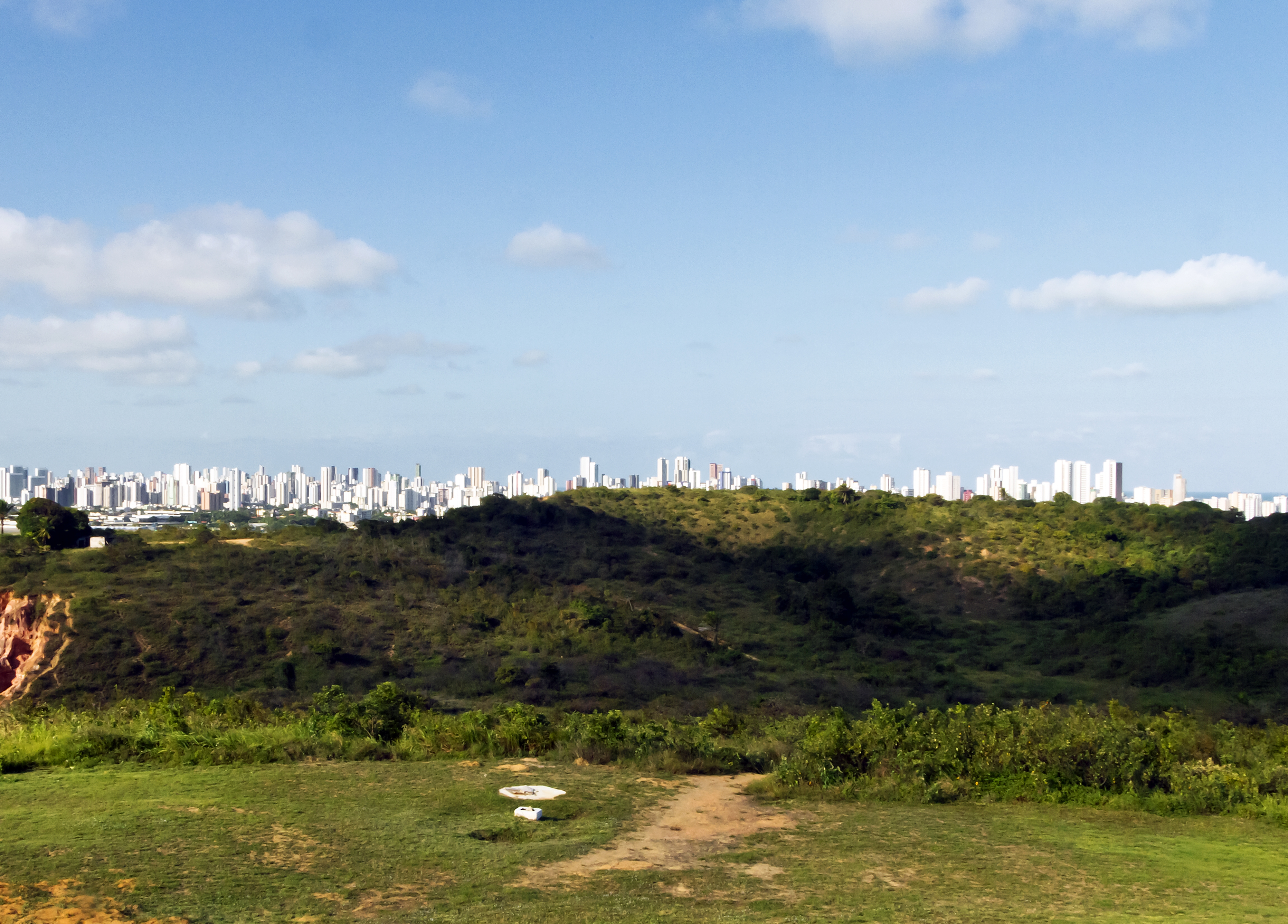
El turó (morro) de Guararapes, amb la ciutat de Recife al fons.

Un exèrcit holandès amb cinc mil soldats experimentats va sortir de Recife el 18 de febrer de 1649, amb 200 indis, dues companyies de negres, 300 mariners i 6 canons. El 19 de novembre els holandesos sortiren del cim dels turons per formar una gran esquadra cap a Recife, i els brasilers es van començar a acostar.
João Fernandes Vieira amb 800 dels seus homes va ser el primer a entrar en la lluita, just al mig de la zona anomenada Boqueirão, on l'enemic disposava de 6 esquadrons i dues peces d'artilleria. Després de 25 minuts de foc va intentar tallar sense èxit la formació holandesa a l'àrea inundada i va tornar a la posició inicial, on va ordenar una càrrega a espasa i malgrat la resistència dels llancers holandesos, va conquerir els dos canons. En aquest punt, arribaven pel cim i dalt de l'últim turó Henrique Dias, Diogo Camarão (nebot de Filipe, mort després del primer combat), Francisco Figueroa, André Vidal, Dias Cardoso i la cavalleria d'Antonio Silva, que van prendre el centre i les 4 peces d'artilleria restants, així com les tendes del comandant holandès Van den Brinck que va morir, els portuguesos van pressionar els enemics fins que es van desintegrar i van fugir a Recife.

## Conseqüències
La doble victòria portuguesa, a les muntanyes de Guararapes, es considera l'episodi decisiu de la Insurrecció Pernambucana, que va posar fi a les invasions holandeses del Brasil i l'anomenat Brasil neerlandès al segle xvii.
El patró va persistir a tot l'Imperi portuguès fins a l'expulsió final dels holandesos d'Angola (1648), São Tomé (1649) i Brasil (1654). Els holandesos van signar una treva europea amb Portugal, ajudant-se mútuament contra el seu enemic comú, Espanya. Així, van reprendre la compra de sal a les fàbriques de Setúbal, reiniciant el comerç entre els dos països per primera vegada des del 1580, quan la branca espanyola dels Habsburg, contra la qual els neerlandesos estaven revoltats, havia assumit el tron portuguès. La signatura de la capitulació holandesa va tenir lloc l'any 1654, a Recife, des d'on van navegar els últims vaixells cap a Europa. Tanmateix, els atacs holandesos als territoris portuguesos van persistir fins al 1663, fins i tot després de la signatura del Tractat de La Haia de 1661.

## Llegat

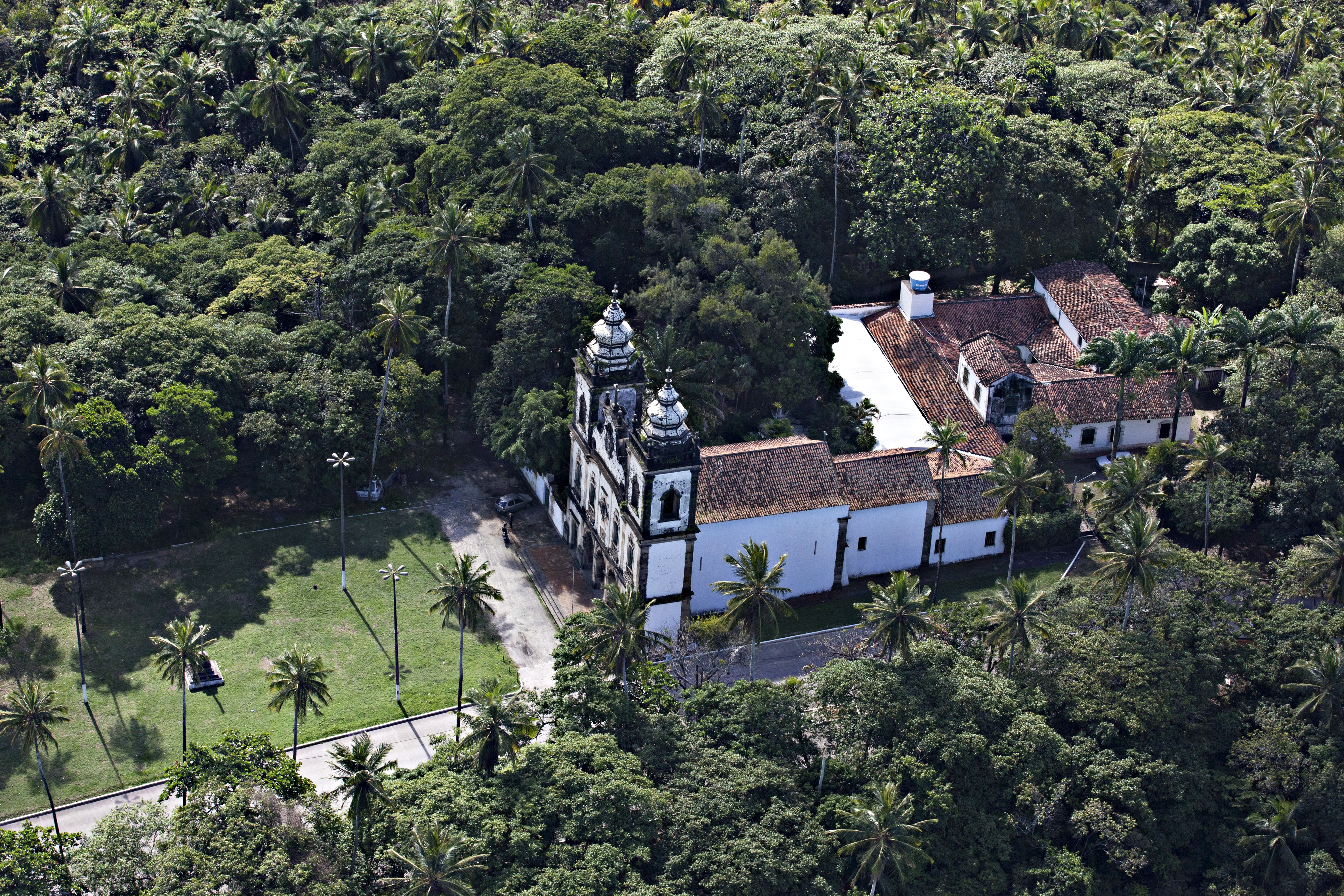
Vista del Parc Històric i l'Esglèsia al Morro dos Guararapes.

Els combats a Guararapes van passar a ser recordats com el primer moment en què el poble del Brasil va unir-se per lluitar contra un enemic comú. Les forces insurgents eren compostes principalment per soldats portuguesos, però també hi lluitaren ciutadans nascuts ja a la colònia, indígenes, africans i també s'hi sumaren dones. El dia del primer combat de Guararapes va passar a ser el Dia de l'Exèrcit del Brasil.
Els principals caps militars luso-brasilers, Francisco Barreto de Meneses, João Fernandes Vieira, André Vidal de Negreiros, Henrique Dias, Antônio Dias Cardoso i Antônio Filipe Camarão –els Herois de Guararapes–, van entrar a formar part del Llibre dels Herois i Heroïnes de la Pàtria.
L'aeroport internacional de Recife va ser rebatejat com Recife-Guararapes l'any 1946, pel llavors president Eurico Gaspar Dutra. El 2001, el nom va passar a l'actual: Recife/Guararapes - Gilberto Freyre.
L'any 1971, el govern brasiler va crear el Parc Històric Nacional de Guararapes en els turons que foren l'escenari d'aquestes batalles. En el recinte s'hi situa l'església de Nossa Senhora dos Prazeres, on es troben les restes mortals de Vieira i Vidal de Negreiros.